# Montreux-Jeune
Montreux-Jeune – miejscowość i gmina we Francji, w regionie Grand Est, w departamencie Górny Ren.
Według danych na rok 1990 gminę zamieszkiwały 262 osoby, 78 os./km².